# إراسموس بيرت (سياسي)
إراسموس بيرت هو سياسي أمريكي، ولد في 1820 في مقاطعة إيدجفيلد في الولايات المتحدة، وتوفي في 26 أكتوبر 1861 في ليسبورغ في الولايات المتحدة. انتخب عضو مجلس نواب مسيسيبي ‏.